# カールサー

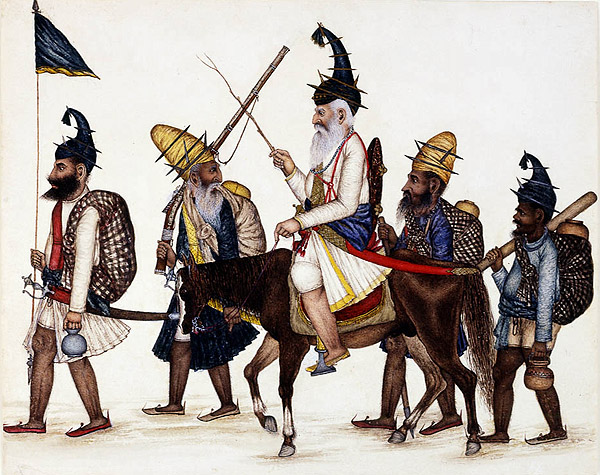
カールサーの兵士

カールサー（パンジャーブ語: ਖ਼ਾਲਸਾ IPA: [ˈkʰaːlsaː]、英語: Khalsa）は、シク教の信徒集団。軍事組織でもあった。「カールサー」という名称は、アラビア語の「純粋な」という意味の言葉に由来する。時を経て、「シク」と「カールサー」は同義語のようになり、正式にカールサーのメンバーになるのは少数であるにもかかわらず、信徒たちは彼らの宗教儀礼や祈祷、名前、人となりを模範としているとも言われる。

## 歴史

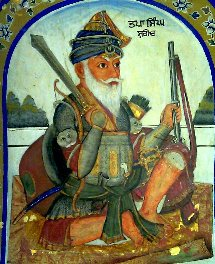
ターパー・シング。初期のカールサー兵士

1699年3月3日、シク教のグル・ゴービンド・シングによって、シク教の軍事組織として結成された。この時、ゴーヴィンド・シングは、メンバーに、毛髪を剃らないこと、櫛、鉄製の腕輪、剣、短いズボンという五つのシンボルを身に着けることを命じ、「シング」（ライオンの意味）の名前を与えた。
その後、1708年にゴーヴィンド・シングが暗殺され、グルが途絶えたが、カールサーは存続した。カールサーは、結成からの1世紀をほぼ、ムガル帝国、そしてアフガン人との戦いに費やした。
そして、1801年にランジート・シングがシク王国を樹立すると、カールサーはシク王国の軍隊の一つとなった。
1839年にランジート・シングが死ぬと、王国で内乱が生じ、最終的にドゥリープ・シングが王位を継承した。だが、一連の内乱でカールサーが台頭し、王国の実権を握った。
カールサーは愛国的で勇敢であったが、全く統制のとれていない軍隊であった。そのため、彼らはイギリスの挑発に乗り、シク戦争を招いてしまった。
キリスト教の宣教師がパンジャーブ地方で活動するようになったことをきっかけに、19世紀後半から復古主義的な宗教改革運動が次々と現れるようになるが、その中でカールサーの伝統と規範を強調しながら、シク教徒の統一を図る主張が主流となっていった。こうした主張を展開したグループは、「タト・カールサー」と呼ばれる純粋なシク教への回帰を訴え、ほかの宗教の神や聖人、シンボルを崇拝したり、本来シク教になかった儀礼や慣習を行ったりすることを強く非難した。